# Station Kråkstad
Station Kråkstad is een spoorwegstation in Kråkstad in de gemeente Ski in Noorwegen. Het station, uit 1882, ligt aan de oostelijke tak van  Østfoldbanen. Het stationsgebouw is ontworpen door Balthasar Lange.
Kråkstad wordt bediend door de stoptreinen van lijn L22 die pendelen tussen Skøyen en Mysen.